# Droit somalien
Pour l’article concernant le droit appliqué dans l’État non reconnu internationalement du Somaliland, voir Droit somalilandais.
Le droit somalien est le droit appliqué en Somalie depuis l'indépendance et l'unification des territoires colonisés par l’Italie et le Royaume-Uni le 1er juillet 1960. Cependant, la Somalie est considérée  par le Fund for Peace comme un État en déliquescence, c'est-à-dire où ne règne pas un état de droit.

## Sources du droit

### Constitution
La Constitution adoptée le 1er août 2012 par l'Assemblée nationale constituante réunit à Mogadiscio,, crée la République fédérale de Somalie.

### Droit coutumier
Le xeer est le nom donné au système légal « polycentrique » appliqué en Somalie. D'après ce système, les Anciens servent de juges et aident à trancher les conflits en utilisant les précédents. Il s'agit d'un exemple de droit coutumier appliqué dans une société sans État et qui ressemble au principe du droit naturel. Plusieurs doctrines considèrent que, bien que le xeer ait plusieurs siècles, il peut potentiellement être utilisée dans le cadre d'une économie moderne viable,. Selon Günther Schlee, ce droit privilégie en fait les plus puissants, qui peuvent « s'attaquer à d’autres en toute impunité », la seule égalité serait celle du rapport de force.
L'absence de gouvernement central fort signifie qu'il y a des variations dans l'interprétation du xeer parmi les différentes communautés. Il existe ainsi le xeer guud, accepté par tous, et le xeer tolnimo, spécifique à une communauté.
Le xeer est presque « intact » dans le nord et l'ouest de la Somalie ; dans le sud, les autorités italiennes l'ont combattu avant l'indépendance. Cependant, il a survécu, même dans les zones urbaines, et reste dominant dans les campagnes.
La région du Somaliland, qui a revendiqué son indépendance de la Somalie, a aussi tenté d'incorporer le xeer dans son gouvernement en nommant 25 Anciens dans la chambre haute du Parlement. Bien que les lois autorisent l'imposition, celle-ci reste illégale dans le cadre du xeer. Les citoyens, lors de la collecte de l'impôt, font souvent appel aux juges pour régler pacifiquement le conflit.

### Charia
La majorité de la population du Somaliland, région au Nord de la Somalie qui a proclamé son indépendance, est musulmane. La Constitution du Somaliland dispose que les lois contraires au droit musulman sont invalides.

## Sources

## Compléments